# 48 Doris
48 Doris (in italiano 48 Doride o 48 Dori, dal greco Δωρις) è uno dei più grandi asteroidi della Fascia principale.
Doris fu scoperto il 19 settembre 1857 da Hermann Mayer Salomon Goldschmidt dall'Osservatorio astronomico di Parigi (Francia). Jean Baptiste Elie de Beaumont, un geologo francese, lo battezzò così in onore di Doride, un'oceanina della mitologia greca. 48 Doris e 49 Pales, scoperti lo stesso giorno, sono soprannominati Les Deux Jumelles, le due gemelle.